# Nástrojové materiály
Nástrojové materiály jsou takové materiály, které slouží k výrobě nástrojů ručních nebo strojních například v podobě břitů nebo jiných částí sloužících k obrábění, řezání, tváření apod. Nástrojové materiály (nástrojová ocel třídy 19 xxx) se dělí na nelegované, legované, rychlořezné oceli a speciální oceli.

## Materiály k výrobě břitu
Při volbě vhodného materiálu k výrobě břitu se vychází z předpokládaného mechanického zatížení (při obrábění je břit mechanicky namáhán) a tepelného zatížení (při obrábění vzniká teplo) a z charakteru práce nástroje, tuhosti soustavy (stroj – nástroj – obrobek – upínač) i z ceny a dostupnosti materiálu. Při výběru vhodného materiálu je taktéž důležité zohlednit chemickou příbuznost mezi materiálem na nástroj a obráběným materiálem. Je žádoucí, aby byl materiál k výrobě břitu (nástroje) pevnější, tvrdší a houževnatější i tepelně odolnější než materiál obráběný.

## Řezné materiály
Jako řezný materiál (materiál vhodný k výrobě nástroje k řezání a obrábění) se používají tyto nástrojové materiály – nástrojová ocel třídy 19 xxx, kam je zařazena i rychlořezná ocel (RO) značená třídou 19 8xx; dále do řezných materiálů patří slinuté karbidy (SK), řezné keramiky (KM), cermet (CT), jenž mohou být povlakované nebo nepovlakované; a supertvrdé materiály kubický nitrid boru (KBN), syntetický diamant (PKD).

### Rychlořezná ocel
Rychlořezná ocel je slitinou železa a uhlíku, obohacenou řadou prvků, které zvyšují řezné vlastnosti oceli. Hlavní výhodou řezných ocelí je možnost jejich tepelného zpracování, jež ovlivňuje strukturu materiálu a tím mění mechanické vlastnosti materiálu. Materiál se užívá do maximální teploty obrábění 500 °C. Používají se také rychlořezné oceli vyrobené práškovou metalurgií (jsou houževnatější, mají lepší rozměrovou stálost po kalení a větší řezivost).

### Slinuté karbidy
Slinuté karbidy (SK) jsou vyráběny slinováním a jsou hojně užívány k výrobě břitů řezných nástrojů. Struktura slinutých karbidů je tvořena karbidy vysokotavitelných kovů (wolfram, titan, tantal), které jsou rozloženy v pojící fázi (kobalt). Slinuté karbidy mají vysokou tvrdost za tepla (do 800 °C) a odolnost proti opotřebení. Oproti rychlořezným ocelím mají menší houževnatost. Ze slinutých karbidů se vyrábí monolitní nástroje (stopkové frézy a vrtáky malých průměrů do 20 mm), avšak převažuje výroba břitů z vyměnitelných slinutých destiček.